# Лемурови
Лемуровите (Lemuridae) са семейство примати от групата на полумаймуните, които се срещат само на о-в Мадагаскар. Семейството включва добре известният Котешки лемур, кафявите лемури, лемурите вари и бамбуковите лемури.

## Етимология
Наименованието лемур идва от латинската дума lemures, за нощни духове или призраци. Така са наречени заради нощния им начин на живот и тъмните кръгове около големите им, светлоотразяващи очи. Наричат се още маки.

## Физическа характеристика
Лемурите са примати със средни размери: дължина на тялото (без опашката) от 32 до 56 см. и тегло от 0,7 до 5 кг. Опашката им е много дълга и рунтава, служи за баланс при движение по клоните и при скокове от дърво на дърво. Задните им крака са по-дълги от предните, но не чак до такава степен, както при Тънкотелите лемури и това не затруднява движението им на четири крака. Козината им е гъста и мека с различна окраска при различните видове.
Лемурите имат добре развито обоняние и бинокулярно зрение. Видовете от това семейство обаче, с изключение на Котешкия лемур, нямат светлоотразителна мембрана (тапетум) в ретината на окото.

## Начин на живот
Лемурите са дървесни животни, но котешките лемури например прекарват голяма част от времето си на земята. Търсят храна предимно привечер и сутрин, но са активни през целия ден. Хранят се основно с плодове и листа, понякога и с цветен нектар, а някои видове разнообразяват диетата си с птици, техните яйца и насекоми. Главните естествени врагове на лемурите са виверите Фоса и грабливите птици на острова.
Като цяло Лемуровите са социални животни, живеят на групи от 5 до 30 индивида. При котешките лемури в групата има строга йерархия, животните рядко напускат своите и битките между различни групи за територия са често явление. При кафявите лемури от друга страна съставът на групата е непостоянен, явно няма определена социална структура и понякога представители на различни видове се хранят заедно. Лемурите издават голямо разнообразие от звуци. Обикновено общуват с грухтящи или мяукащи звуци, но понякога надават пронизителни викове.
Размножават се в периода март-април, а някои видове през септември-ноември. Бременността продължава от 120 до 140 дни при различните видове. Обикновено раждат 1 или 2 малки (при лемурите вари до 6) с маса около 80 гр. всяко. До втората-третата седмица те се държат за корема на майка си, а после пролазват и на гърба ѝ. На 6 месеца стават самостоятелни, а полова зрялост достигат на 18 месеца. В Лондонския зоопарк черен лемур е доживял до 27-годишна възраст.

## Класификация
Пет вида лемури от род Eulemur до 2001 г. се смятаха за подвидове кафяви лемури (Eulemur fulvus). Някои зоолози обаче поддържат тезата, че таксоните albifrons, rufus и albocollaris трябва да останат със статут на подвидове. Освен това някои от тези лемури се кръстосват помежду си въпреки разликите в броя на хромозомите им: например в частния резерват Беренти, Южен Мадагаскар, се кръстосват Червеночели (2N=60) и Червеногуши (2N=50 – 52) кафяви лемури.
семейство Lemuridae – Лемурови
- подсемейство Lemurinae – Лемури
  - род Lemur
    - Lemur catta – Котешки лемур, пръстеноопашат лемур, ката

  - род Eulemur (Lemur, Petterus) – кафяви лемури
    - Eulemur macaco – Черен лемур
    - Eulemur fulvus – Кафяв лемур, варика
    - Eulemur sanfordi (Eulemur fulvus ssp.) – Кафяв лемур на Санфорд
    - Eulemur albifrons (Eulemur fulvus ssp.) – Белоглав лемур, белочел кафяв лемур
    - Eulemur rufus (Eulemur fulvus ssp.) – Червеночел кафяв лемур
    - Eulemur collaris (Eulemur fulvus ssp.) – Червеногуш кафяв лемур
    - Eulemur albocollaris (Eulemur fulvus ssp.) – Белогуш кафяв лемур
    - Eulemur mongoz – Монгоз, мангустов лемур
    - Eulemur coronatus – Венценосен лемур, коронован лемур
    - Eulemur rubriventer – Червенокоремен лемур

  - род Varecia – Гривести лемури
    - Varecia variegata – Черно-бял гривест лемур
    - Varecia rubra (Varecia variegata ssp.) – Червен гривест лемур
- подсемейство Hapalemurinae – Бамбукови лемури
  - род Hapalemur
    - Hapalemur griseus – Сив бамбуков лемур, източен бамбуков лемур
    - Hapalemur meridionalis (Hapalemur griseus ssp.) – Южен бамбуков лемур
    - Hapalemur occidentalis (Hapalemur griseus ssp.) – Западен бамбуков лемур
    - Hapalemur alaotrensis – Алаотрански тръстиков лемур, бандро
    - Hapalemur aureus – Златист бамбуков лемур

  - род Prolemur
    - Prolemur simus – Широконос лемур, голям бамбуков лемур